# Großneuhausen
Großneuhausen ist eine Gemeinde im Landkreis Sömmerda in Thüringen. Sie gehört der Verwaltungsgemeinschaft Kölleda an, die ihren Verwaltungssitz in der Stadt Kölleda hat.

## Lage
Großneuhausen liegt mit seiner Gemarkung mitten im fruchtbaren Thüringer Becken, die Lossa trennt Großneuhausen und Kleinneuhausen. Durch das Dorf verläuft die Bundesstraße 85 von Weimar kommend nach Kölleda und weiter führend.

## Geschichte

### Bis Anfang 20. Jahrhundert
Zu Beginn des 9. Jahrhunderts wird Großneuhausen in einem Verzeichnis der von Erzbischof Lullus († 786) von Mainz für das Kloster Hersfeld von Freien verliehenen Gütern erstmals urkundlich als „Nihusun“ erwähnt. Den Unterschied zu Kleinneuhausen gab es damals noch nicht. Etwa zwei Kilometer nördlich des Ortes bestand zu der Zeit noch die ältere Siedlung Althausen, die im Laufe des Mittelalters aufgegeben wurde. Von dieser Wüstung zeugt bis heute das „Althäuser Angergericht“, der Burghügel einer mittelalterlichen Motte, der später als Richtstätte diente. Der Ort Großneuhausen gehörte zu dem Teil der Grafschaft Beichlingen, der 1448 als Herrschaft Frohndorf an die Grafen Botho zu Stolberg und Heinrich von Schwarzburg kam und 1505 an Hans von Werthern verkauft wurde.
Am Bauernkrieg 1524/25 war das Dorf nicht beteiligt, trotzdem musste es eine hohe „Strafzahlung“ leisten. 1613 wurde das Dorf in der Großen Thüringischen Sintflut überflutet. Im Dreißigjährigen Krieg kam es zu schweren Plünderungen. 1626 raffte die Pest die Hälfte der Einwohner hin, auch 1682/83 wütete die Seuche noch einmal in dem Ort. 1654 vernichtete ein Brand fast das gesamte Dorf. 1708 brannten durch Blitzschlag das Herrenhaus und erneut ein großer Teil des Dorfes ab.
In den Jahren 1708 bis 1711 ließ der kursächsische Gesandte und Kanzler Georg Graf von Werthern-Beichlingen (1663–1721) anstelle des alten Sitzes ein neues Schloss errichten.
1709 erhielt Großneuhausen die „Patrimonial-Gerichtsbarkeit“, mit der entsprechenden Justizverwaltung. Zu diesem Patrimonialgericht gehörten neben Großneuhausen einige weitere Orte, u. a. Ellersleben. 1728 wurde eine neue Kirche errichtet, unter Einbeziehung des spätmittelalterlichen Westturms des Vorgänger-Baues: im Stil des Übergangs von Barock zu Rokoko. Der Architekt war Johann Adolph Richter. Sie wurde 1729 dem Heiligen Georg geweiht und hatte auch die Funktion einer Schlosskirche für die Familie von Werthern. Im 18. Jahrhundert wurden mehrere Angehörige der Familie in der Kirchengruft beigesetzt.
Bis zum Jahre 1815 gehörte Großneuhausen zum Amt Eckartsberga des Kurfürstentums Sachsen. Durch die Beschlüsse des Wiener Kongresses erfolgte am 23. November 1815 die Übergabe von Großneuhausen mit weiteren südlichen Orten des Amts Eckartsberga an das Großherzogtum Sachsen-Weimar-Eisenach, während der Großteil des Amts Eckartsberga an Preußen fiel. Das Großherzogtum gliederte Großneuhausen im Jahr 1817 dem Amt Buttstädt an. 1825 wurde der Ort erneut von einem Großbrand heimgesucht, danach dann in „aufgelockerter“ Bauweise wiedererrichtet. 1825 und 1836 kaufte sich die Bevölkerung von den bis dahin geleisteten unbezahlten Frondiensten für das Rittergut frei. 1841 ließ sich Ferdinand Freiligrath in der Schlosskirche mit Ida Melos aus Großmonra trauen. Nach der Auflösung der Patrimonialgerichtsbarkeit gehörte der Ort ab 1850 juristisch zum Amtsgerichtsbezirk Buttstädt und verwaltungsmäßig zum Verwaltungsbezirk Apolda. 1874 erhielt Großneuhausen Anschluss an die Bahnstrecke Straußfurt–Großheringen, 1875 eine neue Schule, 1897 einen Kindergarten, 1909 Anschluss an die Elektrizitätsversorgung und 1910 erfolgte der Wasserleitungsbau.

### Ab Erstem Weltkrieg
Durch den Ersten Weltkrieg – aus dem über 30 Männer nicht heimkehrten – wurde die positive Entwicklung des Ortes abgebrochen.
Ab 1938 bis 1945 war weiblicher Arbeitsdienst im Schloss einquartiert. Als „Ersatz“ für die zur Wehrmacht Einberufenen mussten im Zweiten Weltkrieg 168 Frauen und Männer aus Jugoslawien auf dem Gut Zwangsarbeit verrichten, 95 Personen aus Polen, Russland und der Ukraine bei Bauern.
In der Nacht vom 7. zum 8. März 1945 stürzte nördlich von Großneuhausen ein kanadischer Lancaster-Bomber ab. Er war auf dem Rückflug nach seiner Beteiligung an dem schweren britischen Luftangriff auf Dessau, als er von Nachtjägern der Luftwaffe abgeschossen wurde.                  
Im November 1944 zog Elisabeth Gräfin Werthern mit ihrer Tochter in einige Räume des vorbestimmten Witwensitzes auf dem Schloss ein, nachdem ihr Mann Wolfgang von Werthern-Beichlingen gefallen war. Im Schloss wurden Flüchtlinge aus den Ostgebieten aufgenommen, und es beherbergte zuletzt auch noch Lazarett-Räume. Im April 1945 besetzten US-Truppen den Ort und quartierten sich auch im Schloss ein. Es wurde viel „requiriert“, auch aus den Häusern der Dorfbewohner.
Die Gräfin und die bei ihr aufgenommenen Verwandten flohen mit einem Treck vor Ankunft der Roten Armee Ende Juni 1945/Anfang Juli nach Westfalen. Elisabeth Gräfin Werthern war dann von 1951 bis 1984 Geschäftsführerin der Deutschen Parlamentarischen Gesellschaft in der Bundeshauptstadt Bonn.

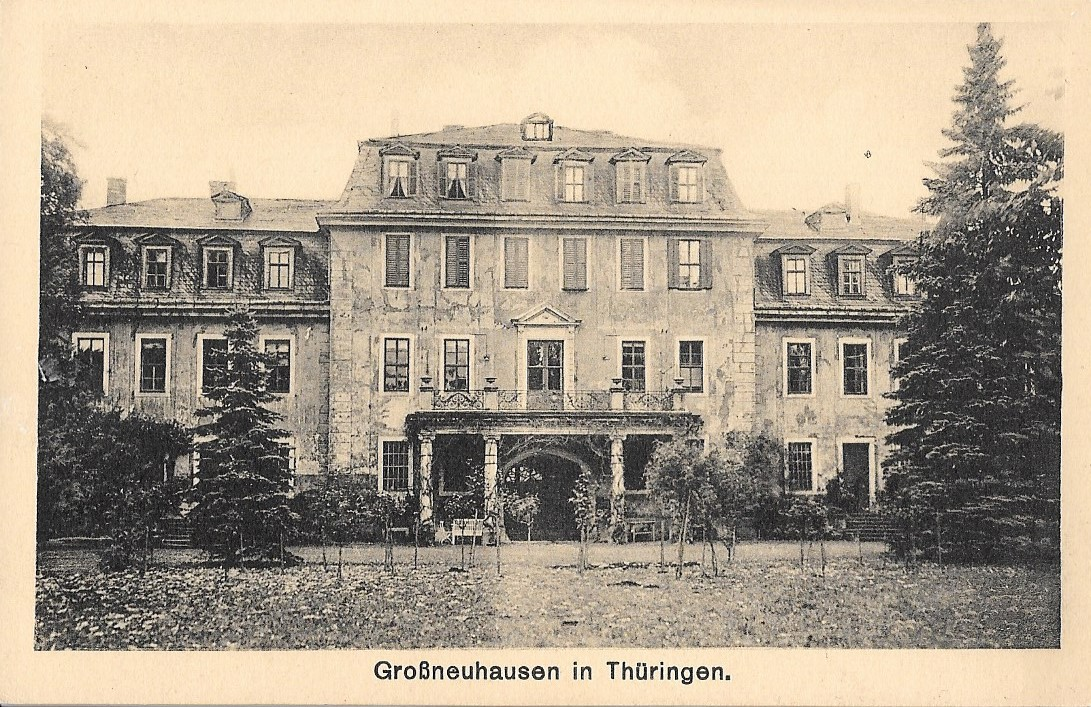
Parkansicht des ehem. Schlosses. Abgerissen 1948

Es erfolgte die Eingliederung von Großneuhausen in die Sowjetische Besatzungszone (SBZ). Im Schloss wurde die Sowjetische Kommandantur eingerichtet. Danach war es zeitweise mit 40 Flüchtlingsfamilien belegt. Ab 1945 erfolgten Enteignungen im Ort, zuerst von Schloss und Rittergut. Das intakte Schloss, samt Rittergutstall, Remisen und Scheunen fiel dann ab Februar 1948 unter Zwangseinsatz der männlichen Dorfbevölkerung dem Abbruch anheim. An der Stelle des Schlosses wurde 1979 ein kleiner Konsum-Einkaufsmarkt gebaut. Die Neubauern erhielten kleine Land-Parzellen. Diese und der Besitz „republikflüchtiger“ Bauern bildeten den Grundstock für die LPG-Gründung Anfang der 1950er Jahre. Großneuhausen machte dann auch alle anderen gesellschaftlichen Entwicklungen in der DDR mit. Ende der 1970er Jahre wurde eine neue Schule gebaut. Die Kirche St. Georg wurde stark baufällig, trotz Erhaltungsbemühungen engagierter Persönlichkeiten schon zur DDR-Zeit. An diesen beteiligte sich finanziell auch die in Westdeutschland wohnende Gräfin Werthern. Ab 1990 wird die Kirche aufwendig erneuert, nicht zuletzt dank des Einsatzes eines rührigen Kuratoriums zu ihrem Erhalt, und von Sponsoren. Auch die Deutsche Stiftung Denkmalschutz (DSD) ist daran beteiligt. Großneuhausen leidet seit 1990 unter Geburtendefizit und Abwanderung, daraus resultierend Bevölkerungsabnahme. Die Schulen im Ort wurden geschlossen.
Großneuhausen beging im Jahre 2011 den 1225. Jahrestag seiner urkundlichen Ersterwähnung.

### Einwohnerentwicklung
Entwicklung der Einwohnerzahl:
| - 1994 – 858 - 1995 – 861 - 1996 – 857 - 1997 – 858 - 1998 – 845 - 1999 – 842 | - 2000 – 829 - 2001 – 818 - 2002 – 816 - 2003 – 815 - 2004 – 790 - 2005 – 779 | - 2006 – 760 - 2007 – 744 - 2008 – 736 - 2009 – 727 - 2010 – 707 - 2011 – 687 | - 2012 – 688 - 2013 – 697 - 2014 – 673 - 2015 – 676 - 2016 – 661 - 2017 – 651 | - 2018 – 632 - 2019 – 644 - 2020 – 638 - 2021 – 629 |

 Datenquelle: Thüringer Landesamt für Statistik

## Politik

### Gemeinderat
Der Gemeinderat aus Großneuhausen setzt sich aus 8 Ratsfrauen und Ratsherren zusammen.
- FDP 1 Sitz
- BüIn 2 Sitze
- FFW 3 Sitze
- Schützengesellschaft 1 Sitz
- SV Lossatal 1 Sitz

(Stand: Kommunalwahl Mai 2014)

### Bürgermeister
Der ehrenamtliche Bürgermeister Torsten Köther wurde am 25. Mai 2014 gewählt.

## Kultur und Sehenswürdigkeiten

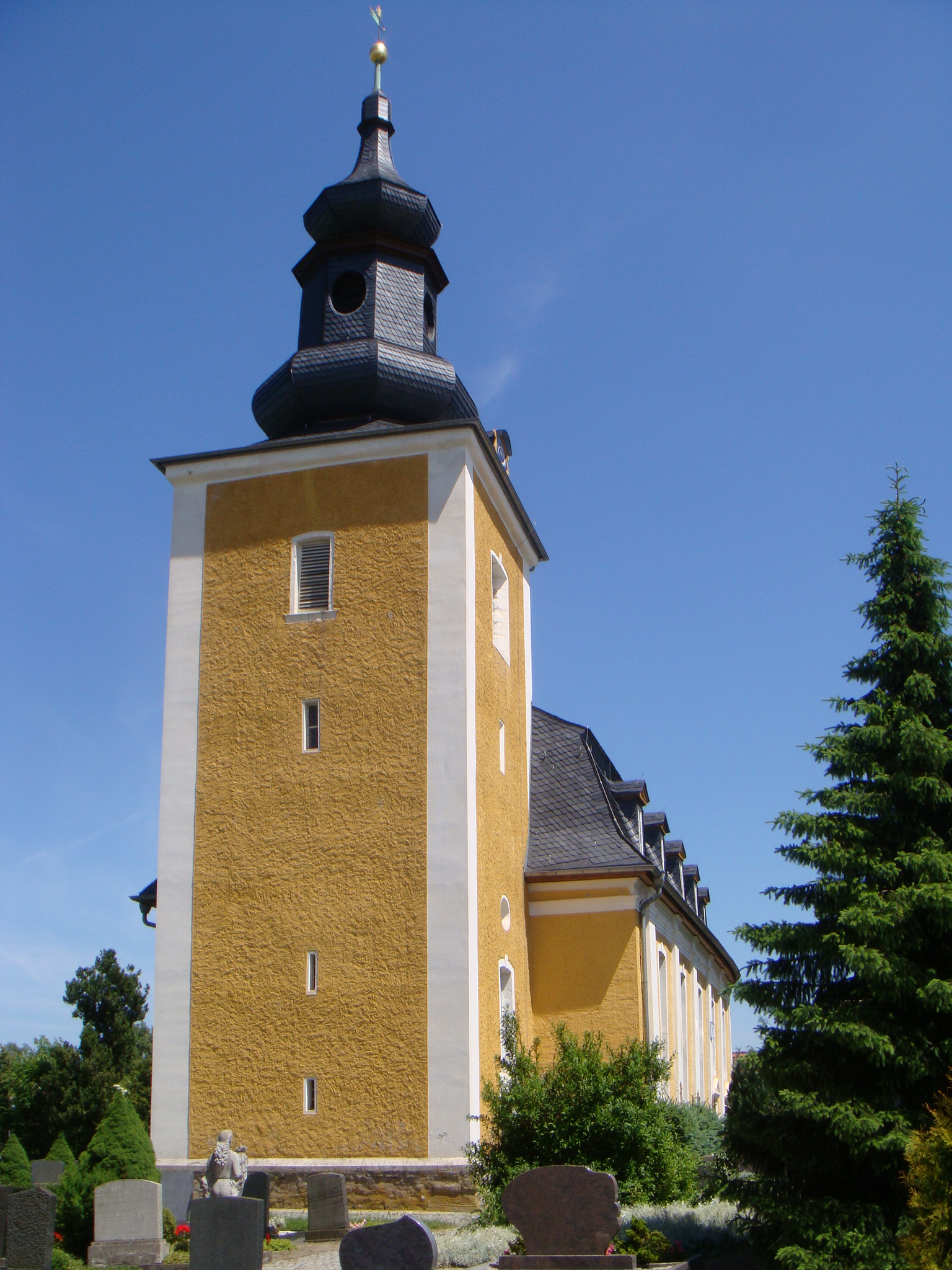
Evangelische Kirche St. Georg

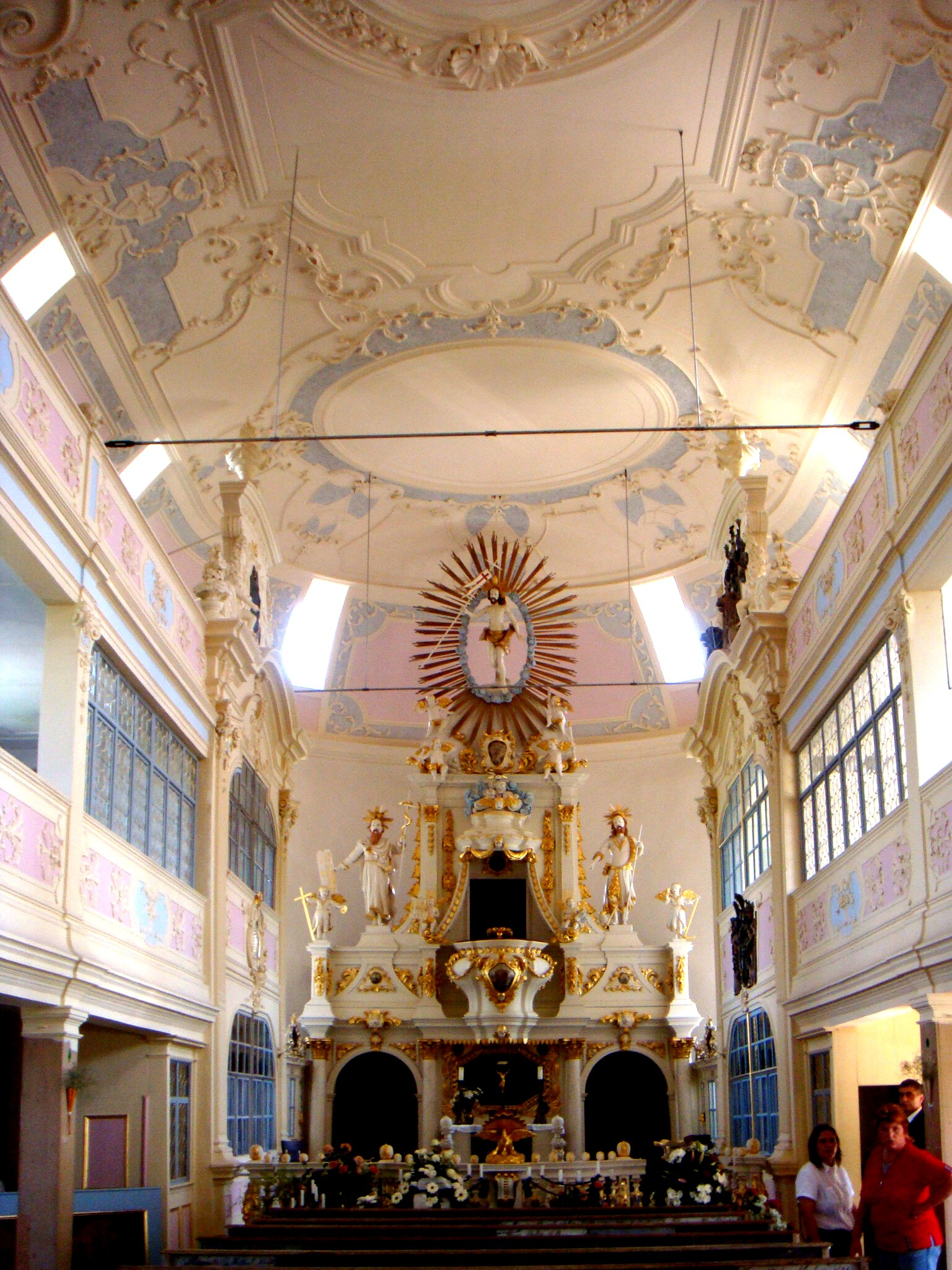
Barockausstattung im Inneren

- St.-Georgs-Kirche: Dorf- und ehemalige Schloss-Kirche. Erbaut in den Jahren 1727/29, in der Zeit des Übergangs von Barock zu Rokoko: „Ein Kleinod der Kirchenbaukunst“. Seit 1990 fortgeschrittene Sanierungsmaßnahmen.
- Kirchhof mit Ummauerung, Tor und einer Vielzahl von historischen Grabstätten
- Denkmal für die Gefallenen des Ersten Weltkriegs auf dem Kirchplatz. Der Dorfteich und eine unter Naturschutz stehende ehrwürdige alte Eibe sind in die Anlage einbezogen.
- Zwei sehenswerte alte Hoftore
- Ehemaliges Schloss, erbaut 1709–1711, abgebrochen 1948.

## Verkehr
Der ehemalige Bahnhof und heutige Haltepunkt Großneuhausen liegt an der Bahnstrecke Straußfurt–Großheringen (Pfefferminzbahn). Zweistündlich verkehren Regionalbahnen der Linie EB 27 der Erfurter Bahn nach Sömmerda sowie Buttstädt.

## Persönlichkeiten
- Johann Adam Löw (1710–1775), evangelischer Theologe
- Hermann Muthesius (1861–1927), Architekt, Autor, Geheimrat im Preußischen Handelsministerium, einflussreicher Theoretiker der 'modernen' Architektur und des 'Industrial Design′, Kritiker des Jugendstils und Mitbegründer des Deutschen Werkbundes
- Karlhanns Salfelder (1919–2007), venezolanisch-deutscher Mykologe, Pathologe und Hochschullehrer
- Johann Friedrich Weidler (1691–1755), Professor für Mathematik und Astronomie an der Universität Wittenberg, auch Rechtswissenschaftler und zweimal Rektor der Universität
- Johann Gottlob Weidler (1708–1750), Professor des sächsischen Rechts an der Universität Wittenberg